# Serie A 1996-1997 (calcio a 5)
La Serie A 1998-1999 è stata la 14ª edizione della massima serie del campionato italiano di calcio a 5 e la 8ª di Serie A. Rispetto alla precedente edizione, è cambiato il regolamento dei play-off: nella prima fase, le squadre classificatesi tra la 7ª e la 10ª posizione affrontano, in gara secca e su campo neutro, le vincitrici dei quattro gironi di Serie B. Le vincenti si affrontano tra loro, sempre in gara secca e su campo neutro, per determinare le due squadre che parteciperanno alla seconda fase dei play-off, articolati in gare di andata e ritorno. Nel primo turno le vincenti della prima fase affrontano la 5ª e 6ª classificata. Le vincenti di questi due confronti si scontrano con la 3ª e 4ª classificata. Nella fase finale, organizzata al Foro Italico a Roma dal 26 giugno al 1º luglio 1997, le vincenti dei turni precedenti affrontano in semifinale la 1ª e la 2ª classificata, qualificate di diritto. A differenza delle semifinali, la finale è disputata al meglio delle due gare.
La stagione conferma la superiorità delle squadre romane ma questa forza appare logorata da due formazioni che rappresentano le grandi città del Nord: Milano e Torino, seppure distanziate dalla capolista BNL, concludono la stagione regolare al secondo e terzo posto. Il cammino delle due pretendenti si incrocia in semifinale; per la prima volta dall'istituzione della Serie A e a nove stagioni di distanza dall'unico precedente assoluto rappresentato dal Millefonti Torino (1987-88), una squadra non romana raggiunge la finale scudetto. La vittoria sarà tuttavia appannaggio dei bancari di Piero Gialli, che si confermano per la quarta volta campioni d'Italia.

## Stagione regolare

### Classifica
|  | Pos. | Squadra          | Pt | G  | V  | N | P  | GF  | GS  | DR   |
|  | ---- | ---------------- | -- | -- | -- | - | -- | --- | --- | ---- |
|  | 1.   | BNL Roma         | 84 | 34 | 26 | 6 | 2  | 198 | 106 | +92  |
|  | 2.   | Milano           | 77 | 34 | 24 | 5 | 5  | 174 | 97  | +77  |
|  | 3.   | Torino           | 73 | 34 | 23 | 4 | 7  | 155 | 99  | +56  |
|  | 4.   | Ladispoli        | 72 | 34 | 22 | 6 | 6  | 159 | 92  | +67  |
|  | 5.   | Lazio            | 70 | 34 | 21 | 7 | 6  | 160 | 115 | +45  |
|  | 6.   | Augusta          | 57 | 34 | 17 | 6 | 11 | 114 | 100 | +14  |
|  | 7.   | Academy Tours    | 54 | 34 | 16 | 6 | 12 | 99  | 90  | +9   |
|  | 8.   | Pescara          | 52 | 34 | 16 | 4 | 14 | 129 | 118 | +11  |
|  | 9.   | CUS Chieti       | 49 | 34 | 15 | 4 | 15 | 161 | 145 | +16  |
|  | 10.  | Città di Palermo | 49 | 34 | 15 | 4 | 15 | 106 | 105 | +1   |
|  | 11.  | Roma RCB         | 43 | 34 | 12 | 7 | 15 | 139 | 161 | -22  |
|  | 12.  | Pro Ficuzza      | 38 | 34 | 10 | 8 | 16 | 119 | 148 | -29  |
|  | 13.  | Atesina Verona   | 36 | 34 | 11 | 3 | 20 | 121 | 149 | -28  |
|  | 14.  | Palmanova        | 34 | 34 | 9  | 7 | 18 | 134 | 126 | +8   |
|  | 15.  | Roma             | 28 | 34 | 8  | 5 | 21 | 130 | 179 | -49  |
|  | 16.  | Aosta            | 21 | 34 | 6  | 3 | 25 | 103 | 191 | -88  |
|  | 17.  | Marino           | 18 | 34 | 5  | 3 | 26 | 126 | 229 | -103 |
|  | 18.  | Villa Marchesa   | 17 | 34 | 5  | 2 | 27 | 110 | 187 | -77  |

### Verdetti
- BNL Calcetto campione d'Italia 1996-1997
- Villa Marchesa, Marino, Aosta e Roma retrocessi in Serie B 1997-98.
- Academy Tours,  Atesina e Ladispoli non iscritti al campionato successivo.

## Play-off

### Prima fase

#### Primo turno
| Genzano 7 giugno 1997                                           | Petrarca  | 4 – 3 (d.t.s.) (2-2, 3-3, 3-3) referto | Città di Palermo |  |
| Eklić , Mingatti Baldan Marcatori Versaggio Minardo Testagrossa |           |                                        |                  |  |
|                                                                 |           |                                        |                  |  |
| Eklić , Mingatti Baldan                                         | Marcatori | Versaggio Minardo Testagrossa          |                  |  |

| Bologna 7 giugno 1997                                             | Pescara   | 5 – 2 (2-0) referto | Jesina |  |
| D'Alò Patriarca Berardi Martinelli , Marcatori Animobono Fioretti |           |                     |        |  |
|                                                                   |           |                     |        |  |
| D'Alò Patriarca Berardi Martinelli ,                              | Marcatori | Animobono Fioretti  |        |  |

| Genzano 7 giugno 1997                                                    | Reggio    | 1 – 7 (0-3) referto                                     | CUS Chieti |  |
| Alongi Marcatori , Marchionne , Cristoforetti Marini T. Romanelli Mileno |           |                                                         |            |  |
|                                                                          |           |                                                         |            |  |
| Alongi                                                                   | Marcatori | , Marchionne , Cristoforetti Marini T. Romanelli Mileno |            |  |

| Genzano 7 giugno 1997                                        | Pomezia   | 4 – 1 (1-1) referto | Academy Tours |  |
| M. Marcelletti , D. Marcelletti Campioni Marcatori Triunveri |           |                     |               |  |
|                                                              |           |                     |               |  |
| M. Marcelletti , D. Marcelletti Campioni                     | Marcatori | Triunveri           |               |  |

#### Secondo turno
| Bologna 11 giugno 1997                       | Petrarca  | 2 – 3 (2-1) referto  | Pescara |  |
| Daniele Eklić Marcatori Berardi , Martinelli |           |                      |         |  |
|                                              |           |                      |         |  |
| Daniele Eklić                                | Marcatori | Berardi , Martinelli |         |  |

| Napoli 11 giugno 1997                                           | Pomezia   | 5 – 2 (2-2) referto | CUS Chieti |  |
| Campioni Piacenti , Gobbi Minchillo Marcatori Marchionne Mileno |           |                     |            |  |
|                                                                 |           |                     |            |  |
| Campioni Piacenti , Gobbi Minchillo                             | Marcatori | Marchionne Mileno   |            |  |

### Seconda fase

#### Primo turno

##### Andata
| Pescara 14 giugno 1997                           | Pescara   | 2 – 2 (1-1) referto   | Lazio |  |
| Martinelli Lanza Marcatori S. Esposito Feliziani |           |                       |       |  |
|                                                  |           |                       |       |  |
| Martinelli Lanza                                 | Marcatori | S. Esposito Feliziani |       |  |

| Pomezia 14 giugno 1997 | Pomezia   | 2 – 0 (1-0) referto | Augusta |  |
| Campioni , Marcatori   |           |                     |         |  |
|                        |           |                     |         |  |
| Campioni ,             | Marcatori |                     |         |  |

##### Ritorno
| Bologna 17 giugno 1997                                    | Lazio     | 3 – 2 (0-0) referto  | Pescara |  |
| Minicucci Maurizi Carletti Marcatori Martinelli Patriarca |           |                      |         |  |
|                                                           |           |                      |         |  |
| Minicucci Maurizi Carletti                                | Marcatori | Martinelli Patriarca |         |  |

| Augusta 17 giugno 1997                                            | Augusta   | 5 – 1 (d.t.s.) (1-1, 3-1, 4-1) referto | Pomezia |  |
| Ghirlanda Bendia Sarta Passanisi Mendola Marcatori M. Marcelletti |           |                                        |         |  |
|                                                                   |           |                                        |         |  |
| Ghirlanda Bendia Sarta Passanisi Mendola                          | Marcatori | M. Marcelletti                         |         |  |

#### Secondo turno

##### Andata
| Augusta 21 giugno 1997         | Augusta   | 0 – 3 (0-1) referto  | Torino |  |
| Marcatori , Quattrini Vassallo |           |                      |        |  |
|                                |           |                      |        |  |
|                                | Marcatori | , Quattrini Vassallo |        |  |

| Roma 21 giugno 1997                                                                | Lazio     | 6 – 6 (4-1) referto                    | Ladispoli |  |
| M. Angelini , Feliziani , , Marcatori , , De Simoni ( aut ) Matranga , , Antonazzi |           |                                        |           |  |
|                                                                                    |           |                                        |           |  |
| M. Angelini , Feliziani ,                                                          | Marcatori | , De Simoni (aut) Matranga , Antonazzi |           |  |

##### Ritorno
| Torino 24 giugno 1997                                                 | Torino    | 4 – 3 (2-2) referto   | Augusta |  |
| Quattrini Dettori Donnangelo Menghini Marcatori , Di Modica Passanisi |           |                       |         |  |
|                                                                       |           |                       |         |  |
| Quattrini Dettori Donnangelo Menghini                                 | Marcatori | , Di Modica Passanisi |         |  |

| Ladispoli 24 giugno 1997                                   | Ladispoli | 3 – 4 (1-2) referto         | Lazio |  |
| Matranga Antonazzi , Marcatori Ceccaroni , Feliziani Rubei |           |                             |       |  |
|                                                            |           |                             |       |  |
| Matranga Antonazzi ,                                       | Marcatori | Ceccaroni , Feliziani Rubei |       |  |

### Fase finale

#### Semifinali

##### Gara 1
| Roma 26 giugno 1997, ore 20:00                                  | Milano    | 4 – 1 (1-0) referto | Torino | Foro Italico |
| Bearzi 7’ , 34’ D'Ignazio 31’ Martić 39’ Marcatori 33’ Arcilesi |           |                     |        |              |
|                                                                 |           |                     |        |              |
| Bearzi 7’, 34’ D'Ignazio 31’ Martić 39’                         | Marcatori | 33’ Arcilesi        |        |              |

| Roma 26 giugno 1997, ore 22:00                                                     | BNL Roma  | 5 – 3 referto                             | Lazio | Foro Italico |
| Rondoni Caleca Riscino Plini Marcatori , Ceccaroni S. Esposito ( aut ) M. Angelini |           |                                           |       |              |
|                                                                                    |           |                                           |       |              |
| Rondoni Caleca Riscino Plini                                                       | Marcatori | , Ceccaroni S. Esposito (aut) M. Angelini |       |              |

##### Gara 2
| Roma 27 giugno 1997, ore 20:00              | Torino    | 3 – 1 (1-1) referto | Milano | Foro Italico |
| Milani Dettori Vassallo Marcatori D'Ignazio |           |                     |        |              |
|                                             |           |                     |        |              |
| Milani Dettori Vassallo                     | Marcatori | D'Ignazio           |        |              |

| Roma 27 giugno 1997, ore 22:00                                       | Lazio     | 5 – 4 (3-3) referto    | BNL Roma | Foro Italico |
| Ceccaroni S. Esposito Rubei , Bussu Marcatori , Rondoni Famà Riscino |           |                        |          |              |
|                                                                      |           |                        |          |              |
| Ceccaroni S. Esposito Rubei , Bussu                                  | Marcatori | , Rondoni Famà Riscino |          |              |

#### Finale terzo posto
| Roma 1 luglio 1997, ore 19:00              | Torino    | 1 – 3 referto           | Lazio | Foro Italico |
| Vassallo Marcatori , Minicucci S. Esposito |           |                         |       |              |
|                                            |           |                         |       |              |
| Vassallo                                   | Marcatori | , Minicucci S. Esposito |       |              |

#### Gara 1
| Roma 30 giugno 1997, ore 21:00                                   | BNL Roma  | 3 – 2 (2-1) referto | Milano | Foro Italico |
| Rondoni 17’ Caleca 18’ Riscino 21’ Marcatori 16’ Lima 24’ Bearzi |           |                     |        |              |
|                                                                  |           |                     |        |              |
| Rondoni 17’ Caleca 18’ Riscino 21’                               | Marcatori | 16’ Lima 24’ Bearzi |        |              |

#### Gara 2
| Arbitri: | Roberto Monti (Forlì) Salvatore Racano (Matera) |

|             |           |                        |
| Lima Bearzi | Marcatori | I. Roma , Rondoni Famà |

## Classifica marcatori
| Gol |  |  | Giocatore           | Squadra         |
| --- |  |  | ------------------- | --------------- |
| 52  |  |  | Roberto Matranga    | Ladispoli       |
| 36  |  |  | Stefano Esposito    | Lazio           |
| 36  |  |  | Renato Lopes        | Atesina Verona  |
| 33  |  |  | Andrea Bearzi       | Milano          |
| 33  |  |  | Gianluca Cappellato | Atesina Verona  |
| 33  |  |  | Ovidio Colucci      | Roma            |
| 33  |  |  | Andrea Ciocci       | Marino Roma RCB |